# Hildegard Wortmann

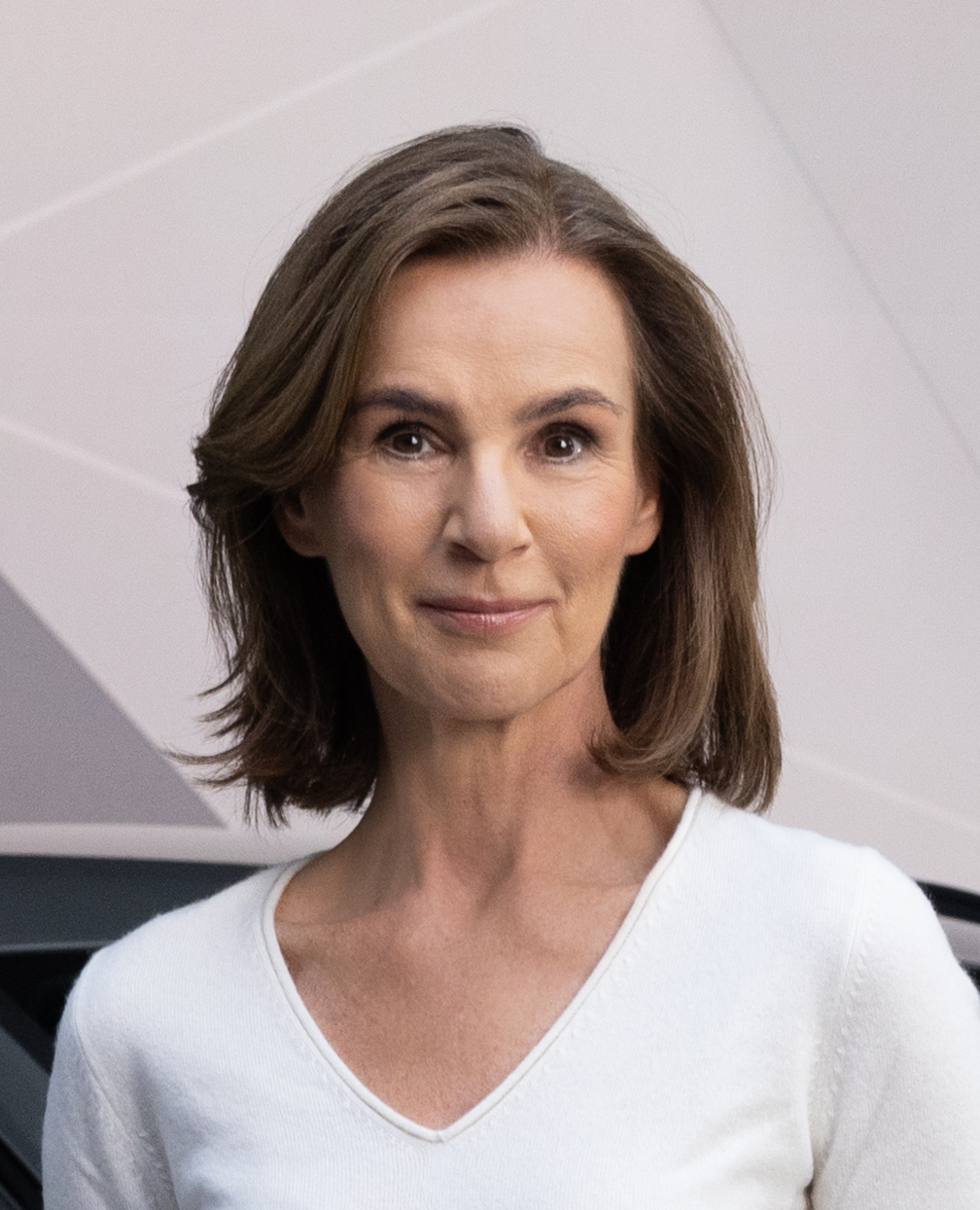
Hildegard Wortmann (2022)

Hildegard Maria Wortmann (* 27. September 1966 in Münster) ist eine deutsche Managerin und ehemalige Vorständin von Audi. Dort verantwortete sie bis Ende August 2024 den Bereich Vertrieb und Marketing. Außerdem war sie Mitglied der Erweiterten Konzernleitung von Volkswagen und Vorständin des Konzerns. 

## Ausbildung
Nach dem Abitur absolvierte Wortmann 1985/86 an der höheren Handelsschule eine Ausbildung zur staatlich geprüften Fremdsprachenkorrespondentin. Anschließend studierte sie Betriebswirtschaft an der FH Münster. Ihre Diplomarbeit über die Entwicklung eines Franchise-Konzepts im Textilhandel wurde mit einem Förderpreis der deutschen Textilwirtschaft ausgezeichnet. Von 1992 bis 1995 erwarb sie berufsbegleitend den Master of Business Administration (MBA) an der University of London.

## Karriere

### Unilever
Wortmann begann ihre Laufbahn 1990 beim Konsumgüterhersteller Unilever. Zunächst kümmerte sie sich als Produktmanagerin am Standort Düsseldorf um das Kosmetiksortiment unter der Marke Chicogo. Ab 1992 arbeitete sie in London und war für die Restrukturierung der Kosmetikmarken verantwortlich. 1995 trat sie als Direktorin in das globale Marketing von Calvin Klein Cosmetics ein, der in Wiesbaden angesiedelt war. Währenddessen sammelte sie weitere internationale Erfahrung, etwa in New York City.

### Mini und BMW
1998 trat Wortmann eine Stelle beim Autohersteller BMW an. Zunächst war sie Referentin im Zentralen Marketing des Konzerns. Von 2001 bis 2007 leitete sie das Marketing von Mini. Mit Methoden des Guerilla-Marketing verhalf sie Mini zu deutlich mehr Beachtung. Zudem unterstützte sie den Aufbau physischer und digitaler Communitys.
2008 übernahm Wortmann neue Aufgaben im Produktmanagement wie Wasserstoff und später für die X- und Z-Modelle. Ab 2010 leitete sie das Produktmanagement aller Modellreihen. 2016 wurde sie als erste Frau mit der Gesamtleitung der Marke BMW betraut, die sie sportlicher positionierte. Außerdem förderte sie neue Geschäftsmodelle jenseits des Autobaus. 2018/19 zog sie nach Singapur und führte dort den Vertrieb von BMW in der Wachstumsregion Asien-Pazifik. Einzelne Medien werteten das als Rückschritt in ihrer Karriere.

### Audi und Volkswagen
2019 wurde Wortmann schließlich als erste Frau in den Vorstand von Audi berufen. Sie übernahm den Bereich Vertrieb und Marketing. Nach den negativen Auswirkungen des Abgasskandals sollte sie die Marke Audi neu ausrichten und die Transformation des Unternehmens mitgestalten, insbesondere bei der Digitalisierung des Vertriebs und der Elektromobilität. Unter ihrer Führung wurden E-Commerce-Plattformen und digitale Dienste ausgebaut und neue Showrooms entwickelt.
Zusätzlich zur Position bei Audi rückte Wortmann im Februar 2022 in den Vorstand des Mutterkonzerns Volkswagen auf. Ihr Amtsantritt führte zur Anerkennung als eine der mächtigsten deutschen Managerinnen. Ihr Führungsstil wurde von einzelnen Medien kontrovers beurteilt. Sie selbst sieht moderne Führungsstrukturen als Schlüssel zu mehr Diversität in der Automobilindustrie.
Im August 2022 wurde der Vorstand des Volkswagen-Konzerns umstrukturiert und verkleinert. Seitdem war Wortmann Mitglied der Erweiterten Konzernleitung. Sie hatte bis Ende August 2024 weiterhin die Gesamtverantwortung für den Vertrieb im Konzern. Zum 1. September 2024 verließ sie den Konzern.

## Weitere Mandate (Auswahl)
- seit Juni 2020: Mitglied des Aufsichtsrats, Porsche Holding
- seit April 2021: External Independent Director, Ferrovial
- seit Juni 2021: Mitglied des Aufsichtsrats, Volkswagen Financial Services